# Bucecea
Bucecea (ungarsk: Bucsecsea; jiddisch: בוטשעטש) er en by i distriktet Botoșani i Vest Moldavien i Rumænien. Den administrerer to landsbyer, Bohoghina og Călinești.
Byen har 4.171 (2021) indbyggere.

## Beliggenhed
Bucecea ligger i et bakket område (Șaua Moldovei)' på venstre bred af floden Siret. Distriktets hovedstad Botoșani ligger ca. 15 km mod øst.

## Historie
Den ældste skriftlige omtale er af et sted ved navn Vălcești, og stammer fra 1434. Det tilhørte Galata-klosteret i Iași. Der er dokumentariske beviser for Bucecea i 1634. Navnet stammer muligvis fra en adelsmand Buczaschi. I et dokument fra 1751 optræder begge landsbyer. Nogle få årtier senere forlod indbyggerne i Vălcești deres landsby og flyttede til det nærliggende Bucecea. Årsagerne kunne have været en tatarisk invasion eller en oversvømmelse af Siret. I 1828 nævnes Bucecea som en markedsby.